# Liste des voies du bois de Boulogne
Les voies suivantes sont situées dans le bois de Boulogne :
- Autoroute A13
- Chemin de l'Abbaye
- Boulevard Anatole-France
- Route d'Auteuil-à-Suresnes
- Route d'Auteuil-aux-Lacs
- Porte de Bagatelle
- Allée du Bord-de-l'Eau
- Allée des Bouleaux
- Porte de Boulogne
- Route de Boulogne-à-Passy
- Carrefour du Bout-des-Lacs
- Butte Mortemart
- Carrefour des Cascades

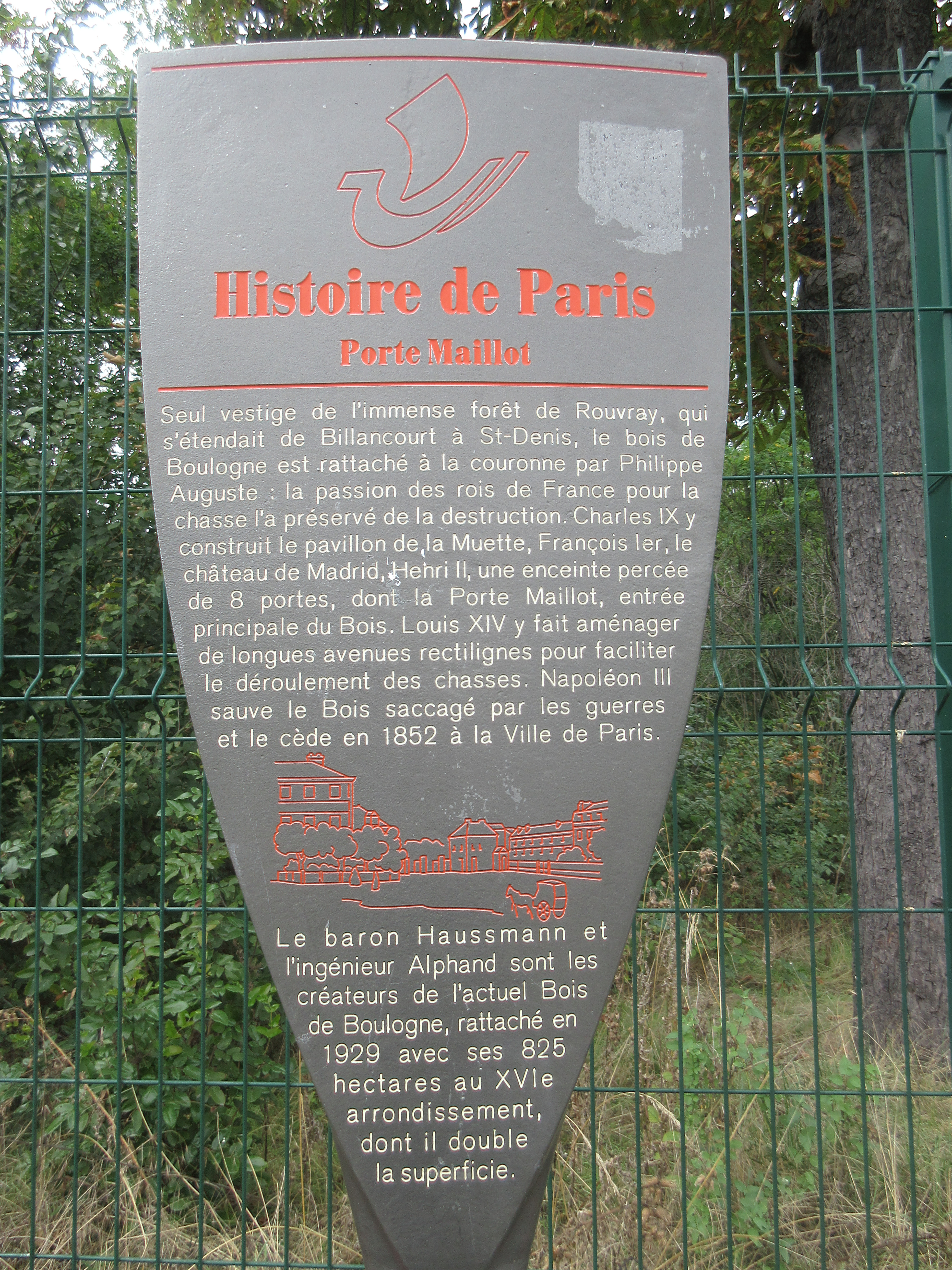
Panneau Histoire de Paris
« Porte Maillot ».

- Chemin de Ceinture-du-Lac-Inférieur
- Chemin de Ceinture-du-Lac-Supérieur
- Route du Champ-d'Entraînement
- Boulevard du Commandant-Charcot
- Carrefour de la Croix-Catelan
- Chemin de la Croix-Catelan
- Allée de l'Espérance
- Route de l'Étoile
- Allée des Fortifications
- Allée Fortunée
- Route de la Grande-Cascade
- Chemin des Gravilliers
- Grille de Saint-Cloud
- Avenue de l'Hippodrome
- Porte de l'Hippodrome
- Route des Lacs
- Route des Lacs-à-Bagatelle
- Chemin des Lacs-à-la-Porte-Dauphine
- Route des Lacs-à-Madrid
- Route des Lacs-à-Passy
- Allée de Longchamp
- Carrefour de Longchamp
- Route de Longchamp-au-Bout-des-Lacs
- Route de la Longue-Queue
- Porte de Madrid
- Allée de Madrid-à-Neuilly
- Avenue du Mahatma-Gandhi
- Boulevard Maillot
- Boulevard Maurice-Barrès
- Route des Moulins
- Route de la Muette-à-Neuilly
- Porte de Neuilly
- Carrefour de Norvège
- Chemin du Pavillon-d'Armenonville
- Chemin des Pépinières
- Route des Pins
- Route du Point-du-Jour-à-Bagatelle
- Route du Point-du-Jour-à-Suresnes
- Route de la Porte-Dauphine-à-la-Porte-des-Sablons
- Route de la Porte-des-Sablons-à-la-Porte-Maillot
- Route de la Porte-Saint-James
- Allée des Poteaux
- Route du Pré-Catelan
- Allée de la Reine-Marguerite
- Chemin des Réservoirs
- Boulevard Richard-Wallace
- Rond des Mélèzes
- Route Sablonneuse
- Porte des Sablons
- Avenue de Saint-Cloud
- Allée Saint-Denis
- Porte Saint-James
- Porte de la Seine
- Chemin de la Seine-à-Bagatelle
- Route de la Seine-à-la-Butte-Mortemart
- Route de Sèvres-à-Neuilly
- Route de Suresnes
- Chemin de Suresnes-à-Bagatelle
- Carrefour des Tribunes
- Route des Tribunes
- Route de la Vierge-aux-Berceaux
- Chemin des Vieux-Chênes